# Ujhari
Ujhari là một thị xã và là một nagar panchayat của quận Jyotiba Phule Nagar thuộc bang Uttar Pradesh, Ấn Độ.

## Nhân khẩu
Theo điều tra dân số năm 2001 của Ấn Độ, Ujhari có dân số 18.715 người. Phái nam chiếm 52% tổng số dân và phái nữ chiếm 48%. Ujhari có tỷ lệ 27% biết đọc biết viết, thấp hơn tỷ lệ trung bình toàn quốc là 59,5%: tỷ lệ cho phái nam là 35%, và tỷ lệ cho phái nữ là 18%. Tại Ujhari, 21% dân số nhỏ hơn 6 tuổi.